# Brunssum
Brunssum est une commune et une ville des Pays-Bas de la province du Limbourg.

## Historique
Elle est le siège d'un des commandements de l'OTAN depuis 1967 encaserné au camp Hendrik. Quartier-général des forces alliées en Europe centrale (AFCENT) opérationnel de 1953-2000, quartier-général régional des forces alliées en Europe du Nord (AFNORTH AR)
(AFNORTH AR) de 2000-2004 et actuellement Allied Joint Force Command Brunssum (JCF-B), situé juste au sud du quartier de Rumpen, l'un des trois commandements de niveaux opérationnels de l'OTAN.

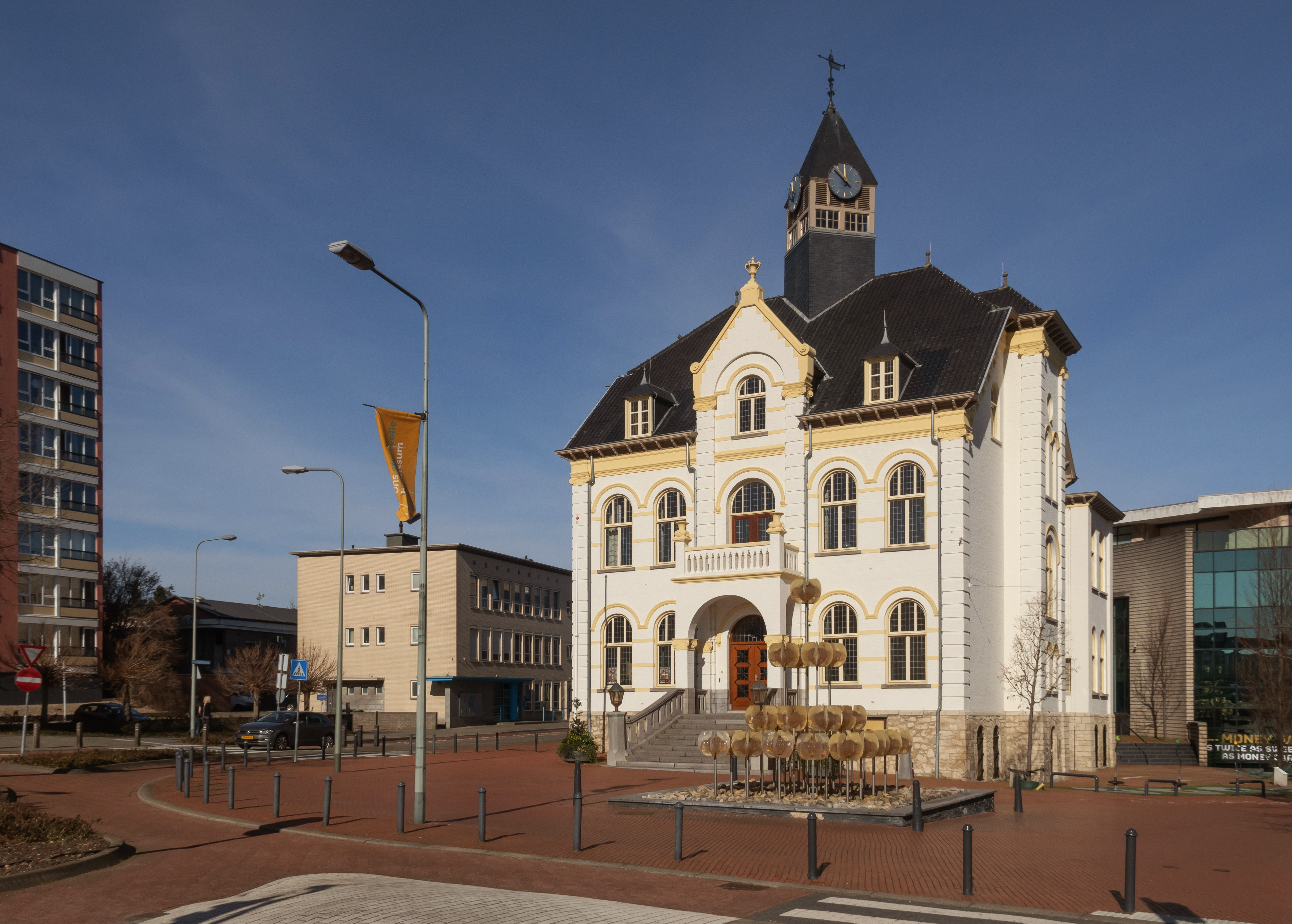
Brunssum, l'hôtel de ville

## Localités
Des anciens villages qui aujourd'hui font comme des quartiers partie de la commune de Brunssum:
- Bouwberg
- De Kling
- Langeberg
- Rumpen
- Treebeek

## Jumelage
- Alsdorf